# دوج ای۱۰۰
دوج ای۱۰۰ (Dodge A۱۰۰) خودرویی است که در سال‌های ۱۹۶۴–۱۹۷۰تولید شده‌است. طراحی آن خودروهای موتور وسط عقب-محور عقب بوده است.

## نگارخانه

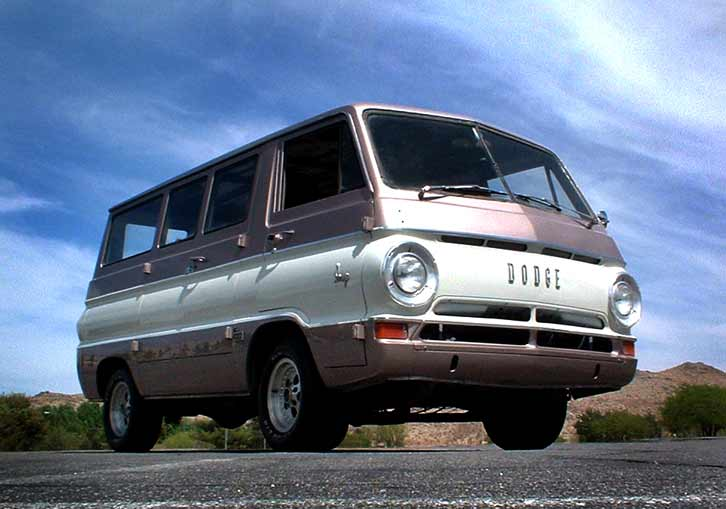
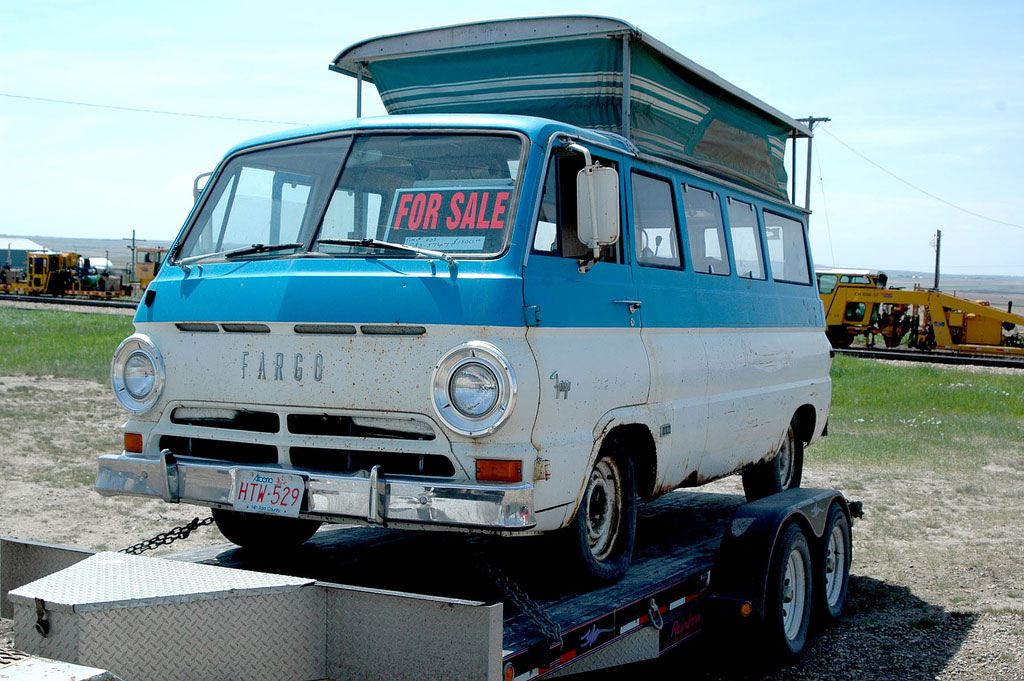
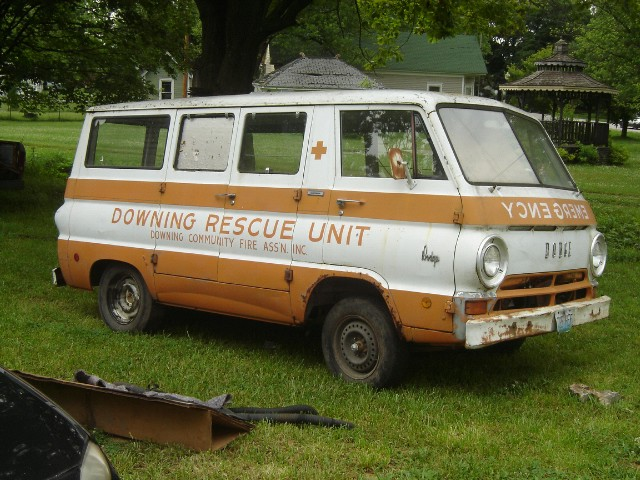
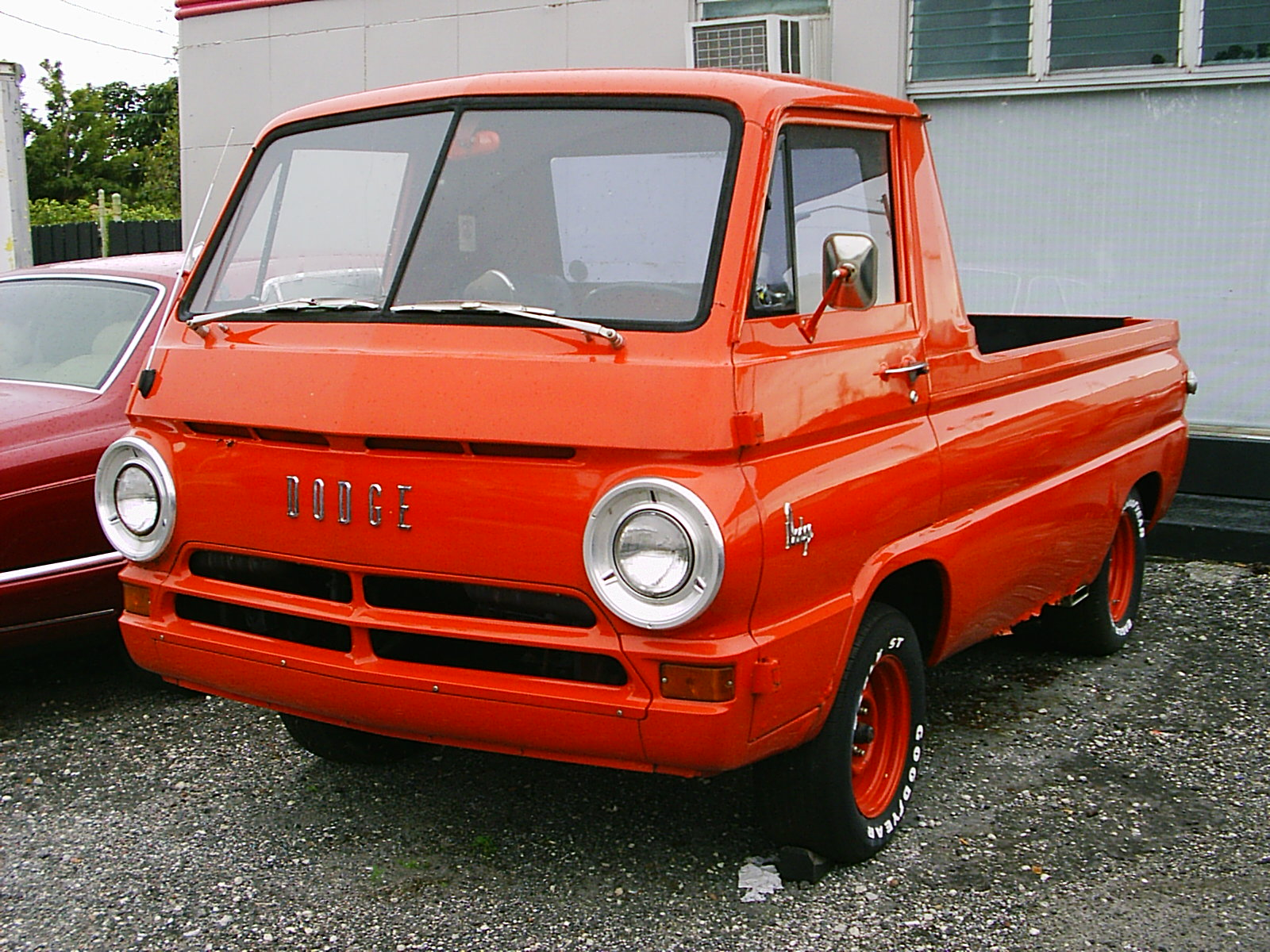